# Parafia Zaśnięcia Najświętszej Maryi Panny w Kalnikowie
Parafia Zaśnięcia Przenajświętszej Bogurodzicy – parafia prawosławna w Kalnikowie, w dekanacie Przemyśl diecezji przemysko-gorlickiej, siedziba dziekana.
Na terenie parafii funkcjonują 2 cerkwie:
- cerkiew Zaśnięcia Najświętszej Maryi Panny w Kalnikowie – parafialna
- cerkiew Ofiarowania Przenajświętszej Bogurodzicy w Nienowicach – filialna

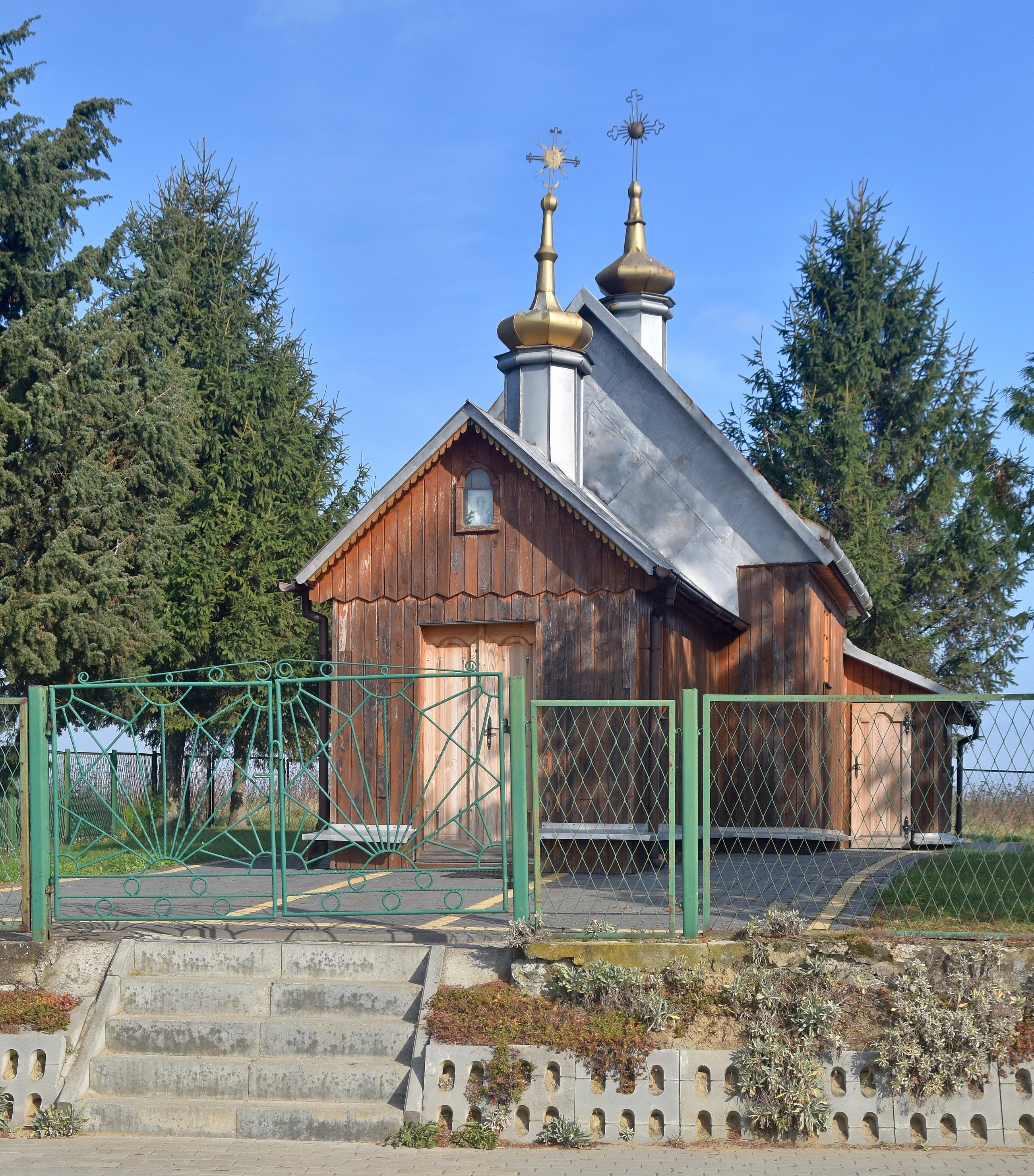
Cerkiew filialna w Nienowicach

## Zasięg terytorialny
Kalników, Nienowice, Stubno

## Wykaz proboszczów
- 15.08.1960 – 1.09.1960 – ks. Grzegorz Sosna
- 21.04.1961 – 1966 – ks. Mikołaj Bańkowski
- 1966 – ks. Aleksander Dubec
- 17.11.1966 – 9.05.1973 – ks. Michał Żuk
- 10.09.1974 – 6.09.1977 – ks. Michał Łukaszuk
- od 6.09.1977 – ks. Bazyli Zabrocki